# مركز النهوض بالصادرات
مركز النهوض بالصادرات (بالفرنسية: Centre de promotion des exportations)‏ هي مؤسسة عمومية تونسية ذات صبغة تجارية وصناعية، تأسست في 14 أبريل 1973، وتقع تحت إشراف وزارة الصناعة.

## المهام
تتمثل مهام المركز في:
- إعلام المصدرين التونسيين بامكانيات الترويج وخصائص الأسواق الخارجية وإعلام الموردين الأجانب بالمنتوجات التونسية الجاهزة للتصدير.
- مباشرة دراسات الأسواق والنشاطات التجارية لحساب الإدارة والمنظمات العمومية أو الخاصة المتعلقة بتصدير المنتوجات التونسية.
- النظر في المشاكل الخاصة والعامة المتعلقة بالتصدير وإعطاء الحلول المناسبة بالتعاون مع المصدرين والسلط العمومية.
- دعم الصادرات التونسية والسهر على تنميتها بالمساهمة في:
  - تنظيم المشاركة التونسية المعارض والتظاهرات الاقتصادية بالخارج.
  - تشجيع المؤسسات التصديرية على فتح مراكز تمثيل تجارية بالخارج.
  - إحداث مراكز تجارية قارة بالخارج.
  - المساهمة في تنظيم الإشهار التجاري لفائدة المواد المعدة للتصدير وتوفير كل الوسائل التي تمكن من تعريف أفضل للمواد التونسية بالخارج.

## مقالات ذات صلة
- اقتصاد تونس

## روابط خارجية
- الموقع الرسمي.